# Теодик
Теодик, настоящее имя Теодорос Лапчинчян (5 марта 1873, Ускюдар, Константинополь, Османская империя — 24 мая 1928, X округ Парижа) — армянский филолог.

## Биография
Родился в Константинополе։ Он взошел на литературную арену в начале 1900-х, опубликовав в газете «Манзумие Эфкьяр» небольшие рассказы «Сорванные частицы жизни», которые позже были опубликованы в сборнике «Рождество» в 1910. В те годы он написал замечательный труд по диалектологии «Армянин Константинополя», удостоенный Измирской премии. В 1912 году, в дни 1500-летия изобретения армянского алфавита, 400-летия армянского книгопечатания опубликовал роскошный том «Печатный шрифт и буквы» в Константинополе , в котором в хронологическом порядке рассказывает об армянских типографиях, созданных во всех странах мира, приводит биографии их основателей, фотографии, список изданных книг. В 2012 году «Печатный шрифт и буквы» также был опубликован с турецким переводом:
Он приобрел большую популярность благодаря хорошо известным сборникам ежегодников «Аменун Тарецуйц», первый год выпуска которых был в 1907 году, в самые суровые годы хамидской диктатуры. Конституция Османской империи, провозглашенная в Турции в следующем году, позволила сделать календари более всеобъемлющими, обеспечив сотрудничество почти всех выдающихся писателей и армянских деятелей того времени. Эти тома, которые были тщательно опубликованы с большим количеством иллюстраций, литературных, филологических, статистических и других материалов, особенно ежегодники за 1909, 1910, 1911, 1912, 1913, 1914 и 1915 годы, считаются небольшими энциклопедиями, представляющими армянскую жизнь и культуру.
В годы Геноцида армян его выслали в глубины Турции, прекратив любимую работу. После геноцида он вернулся в Константинополь, в 1919 году опубликовал совместный ежегодник, а затем и в 1916—1920 годы.
После победы кемалистского движения он уехал в Париж, где прожил до конца своей жизни, публикуя ежегодники за 1924, 1925, 1926, 1927, 1928, 1929, из которых 1926 был опубликован в Венеции. Он умер от инсульта во время публикации последнего тома.:
Обширные литературные и филологические произведения, принадлежащие его перу, опубликованы в различных книгах упомянутого календаря. В 1919 году он опубликовал «Памятник 11 апреля» в Константинополе.